# Kota Miyamoto
Kota Miyamoto (født 19. juni 1996) er en japansk fodboldspiller, som spiller for den japanske fodboldklub FC Gifu.